# Мыза (Тосненский район)
Мы́за — деревня в Форносовском городском поселении Тосненского района Ленинградской области.

## История
На карте Санкт-Петербургской губернии Ф. Ф. Шуберта 1834 года обозначена мыза Лавунского.

НОВОЛИСИНСКАЯ — мыза принадлежит Буксгевдена, графа наследникам. (1838 год)

На карте профессора С. С. Куторги 1852 года не обозначена.

НОВОЛИСИНО — мыза господина Вонлярлярского, по просёлочной дороге, число душ — 3 м. п. (1856 год)

Согласно «Топографической карте частей Санкт-Петербургской и Выборгской губерний» 1860 года на месте современной деревни находилась мыза Вонлярлярского. При ней располагались: церковь, дом священника и кирпичный завод. К северу от мызы у плотины на реке Винокурке находились: пильная мельница, скипидарный завод и винокуренный завод.

ЛИСИНО — мыза владельческая при речке Винокурке, число дворов — 4, число жителей: 27 м. п., 12 ж. п.

Церковь православная. Завод винокуренный. (1862 год)

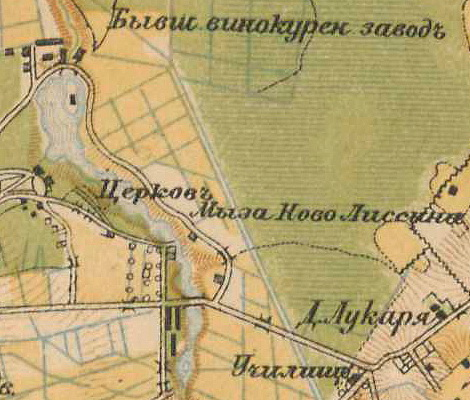
План мызы Новолисино. 1885 год

В 1885 году мыза называлась Ново Лиссина.
Согласно материалам по статистике народного хозяйства Царскосельского уезда 1888 года мыза Ново-Лисино и дача Сойловская площадью 3180 десятин принадлежали наследникам итальянского подданного Р. Н. Ингано (камер-фурьера Александра III Раймонда Николаевича Ингано), мыза была приобретена в 1884 году за 36 112 рублей. Хозяева сдавали охоту в аренду.  Часть мызы Новое Лисино площадью 520 десятин принадлежала купцу К. К. Небе и жене поручика А. К. Фрейндлих, она была приобретена в 1878—1879 годах за 13 263 рубля.
По данным «Памятной книжки Санкт-Петербургской губернии» за 1905 год мыза Новое Лисино и дача Сонловская площадью 2393 десятины принадлежали потомственной дворянке Любови Григорьевне Катениной, кроме того участком земли мызы Новое Лисино площадью 520 десятин владел купец Конрад Конрадович Небе.
В конце XIX века мыза административно относилась к Лисинской волости 1-го стана Царскосельского уезда Санкт-Петербургской губернии, в начале XX века — 4-го стана.
В 1913 году мыза называлась Ново-Лисино.

КОТЕНИНО — бывшее имение, хутор Погинского сельсовета, 2 хозяйства, 9 душ.

Из них: финнов — 1 хозяйство, 5 душ (1 м. п., 4 ж. п.); латышей — 1 хозяйство, 4 души (2 м. п., 2 ж. п.);

Православная церковь Погинского сельсовета: русских — 1 хозяйство, 4 души (2 м. п., 2 ж. п.) (1926 год)

План деревни Мыза
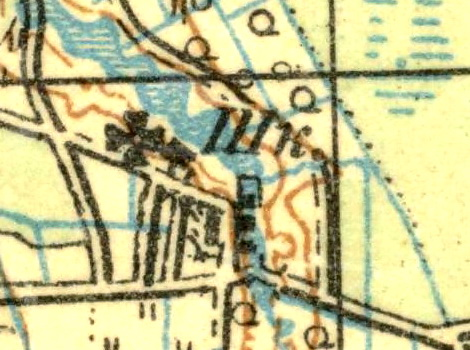
1931 год
1939 год

По данным 1966, 1973 и 1990 годов деревня называлась Мыза и входила в состав Фёдоровского сельсовета. С 1990 года в Мызе располагается подворье Софийского собора в Царском Селе.
В 1997 году в деревне Мыза Фёдоровской волости проживали 2 человека, в 2002 году постоянного населения не было.
В 2007 году в деревне Мыза Форносовского ГП — 1 человек.

## География
Деревня находится в северо-западной части района на автодороге 41К-170 (Поги — Новолисино), к югу от административного центра поселения — посёлка Форносово.
Расстояние до административного центра поселения — 7,5 км.
Расстояние до ближайшей железнодорожной станции Новолисино — 7,5 км.
Через деревню протекает река Винокурка.

## Демография
| 1862 | 2007 | 2010 | 2017 |
| ---- | ---- | ---- | ---- |
| 39   | ↘1   | ↘0   | →0   |